# Las Palmas, Ajalpan
Las Palmas är en ort i Mexiko.   Den ligger i kommunen Ajalpan och delstaten Puebla, i den sydöstra delen av landet, 230 km sydost om huvudstaden Mexico City. Las Palmas ligger 1 237 meter över havet och antalet invånare är 177.
Terrängen runt Las Palmas är varierad. Runt Las Palmas är det tätbefolkat, med 427 invånare per kvadratkilometer. Närmaste större samhälle är Tehuacán, 15,2 km nordväst om Las Palmas. Trakten runt Las Palmas består till största delen av jordbruksmark.